# さよならBABY
「さよならBABY feat. ユウスケ」は、日本の女性アイドルグループである強がりセンセーションの3枚目のシングル。2016年9月7日にフレオエンターテインメントから発売された。

## 概要
メロディックパンクバンド・RIDDLEの平野俊輔から楽曲提供された人気ソング。またfeat.には元HIGH and MIGHTY COLORのMachinegun Voxであるユウスケが参加。
2016年8月14日 TSUTAYA O-WESTにて開催された、強がりセンセーション2ndワンマンライブでユウスケとのコラボステージも披露された。

## 収録曲
1. さよならBABY feat. ユウスケ
作詞：平野俊輔・ユウスケ、作曲：平野俊輔、編曲：平野俊輔
2. きみがとまんないっ!!!
作詞：DJ金魚、作曲：KOJI oba、編曲：KOJI oba
3. さよならBABY feat. ユウスケ（instrumental）
4. きみがとまんないっ!!!（instrumental）